# Foluke Akinradewo
Foluke Atinuke Akinradewo, coniugata Gunderson (London, 5 ottobre 1987), è una pallavolista statunitense, centrale nelle Hisamitsu Springs.

## Carriera

### Club
Foluke Akinradewo inizia la sua carriera nel 2002 nella squadra della sua scuola, la St. Thomas Aquinas HS. Terminate le scuole superiori, gioca a livello universitario in NCAA Division I, dal 2005 al 2008 con la Stanford: disputa ben tre finali consecutive per il titolo nazionale e, pur uscendone sempre sconfitta (contro la Nebraska nel 2006 e contro la Penn State nel 2007 e 2008), riceve numerosi riconoscimenti individuali.
Dopo un periodo in cui si dedica solo alla nazionale per completare gli studi alla Stanford University, dove nel frattempo ricopre il ruolo di assistente allenatrice volontaria, nella stagione 2010-11 sigla il suo primo contratto da professionista con le Toyota Queenseis, nella V.Premier League giapponese. Nella stagione seguente è invece di scena nella Superliga russa, dove difende i colori della Dinamo Krasnodar.
Nel campionato 2012-13 viene ingaggiata dal Rabitə Baku, club della Superliqa azera nel quale milita per tre annate, nel corso delle quali si aggiudica altrettanti scudetti. Per il campionato 2015-16 si trasferisce al Volero Zurigo: trascorre un biennio in Svizzera, vincendo due scudetti e altrettante coppe e supercoppe nazionali.
Fa quindi ritorno in Giappone per il campionato 2017-18, giocando questa volta con le Hisamitsu Springs, sempre in V.Premier League, vincendo in due anni due scudetti e una Coppa dell'Imperatrice, oltre a ricevere numerosi riconoscimenti individuali, tra i quali quello di MVP della finale 2018-19. Dopo un'annata lontano dai campi per maternità, rientra in campo nella stagione 2020-21, nuovamente con le Hisamitsu Springs: vi milita per un altro biennio, culminato con la vittoria di un'altra Coppa dell'Imperatrice e di un altro scudetto, impreziositi da diversi riconoscimenti individuali.

### Nazionale
Nel 2004 vince il campionato nordamericano Under-20 e un anno dopo partecipa al campionato mondiale Under-20.
Nel 2003 entra nel giro della nazionale maggiore, partecipando ai collegiali a soli sedici anni, prima di debuttare in gara ufficiale nel 2005, partecipando alla Coppa panamericana. Nel 2007 vince il bronzo ai Giochi panamericani, mentre nel 2010 vince la medaglia di bronzo alla Coppa panamericana e l'oro al World Grand Prix, venendo eletta MVP e miglior muro del torneo. Un anno dopo si aggiudica la medaglia d'oro al World Grand Prix e al campionato nordamericano, seguite dall'argento alla Coppa del Mondo e soprattutto ai Giochi della XXX Olimpiade di Londra.
Nel corso del seguente ciclo olimpico vince la medaglia d'oro al campionato mondiale 2014 e al World Grand Prix 2015, quella di bronzo alla Coppa del Mondo 2015, ancora un oro al campionato nordamericano 2015, l'argento al World Grand Prix 2016 e il bronzo ai Giochi della XXXI Olimpiade.
Nel 2017 conquista il bronzo alla Grand Champions Cup, dopo il quale si aggiudica l'oro alla Volleyball Nations League 2018 e 2021, anno in cui vince la medaglia d'oro ai Giochi della XXXII Olimpiade di Tokyo.

## Palmarès

### Club
- Campionato azero: 3

2012-13, 2013-14, 2014-15
- Campionato svizzero: 2

2015-16, 2016-17
- Campionato giapponese: 3

2017-18, 2018-19, 2021-22
- Coppa di Svizzera: 2

2015-16, 2016-17
- Coppa dell'Imperatrice: 2

2018, 2021
- Supercoppa svizzera: 2

2016, 2017

### Nazionale (competizioni minori)
- Campionato nordamericano Under-20 2004
- Giochi panamericani 2007
- Coppa panamericana 2010
- Coppa panamericana 2011

### Premi individuali
- 2005 - All-America Second Team
- 2006 - All-America First Team
- 2006 - NCAA Division I: Omaha National All-Tournament Team
- 2007 - All-America First Team
- 2007 - NCAA Division I: Palo Alto Regional MVP
- 2007 - NCAA Division I: Sacramento National All-Tournament Team
- 2008 - All-America First Team
- 2008 - NCAA Division I: Fort Collins Regional MVP
- 2010 - World Grand Prix: Miglior muro
- 2010 - World Grand Prix: MVP
- 2011 - V.Premier League: Miglior attaccante
- 2013 - Superliqa: Miglior attaccante
- 2016 - Giochi della XXXI Olimpiade: Miglior centrale
- 2016 - Campionato mondiale per club: Miglior centrale
- 2017 - Lega Nazionale A: MVP
- 2018 - V.Premier League: Miglior attaccante
- 2018 - V.Premier League: Sestetto ideale
- 2019 - V.League Division 1: MVP della finale
- 2019 - V.League Division 1: Miglior attaccante
- 2019 - V.League Division 1: Miglior muro
- 2019 - V.League Division 1: Sestetto ideale
- 2021 - V.League Division 1: Miglior muro
- 2021 - V.League Division 1: Sestetto ideale
- 2022 - V.League Division 1: Miglior attaccante
- 2022 - V.League Division 1: Sestetto ideale
- 2022 - V.League Division 1: Premio speciale[2]